# Boekhout
Boekhout (Limburgs: Boeket) is een dorp in de Belgische provincie Limburg, en een deelgemeente van de gemeente Gingelom. Het was een zelfstandige gemeente tot het bij de fusie van 1971 toegevoegd werd aan de gemeente Jeuk die op zijn beurt in 1977 opgenomen werd in de gemeente Gingelom.
Boekhout is een klein landbouwdorp op het Haspengouws Leemplateau langs de weg van Mechelen-Bovelingen naar Jeuk in het oosten van de gemeente Gingelom.

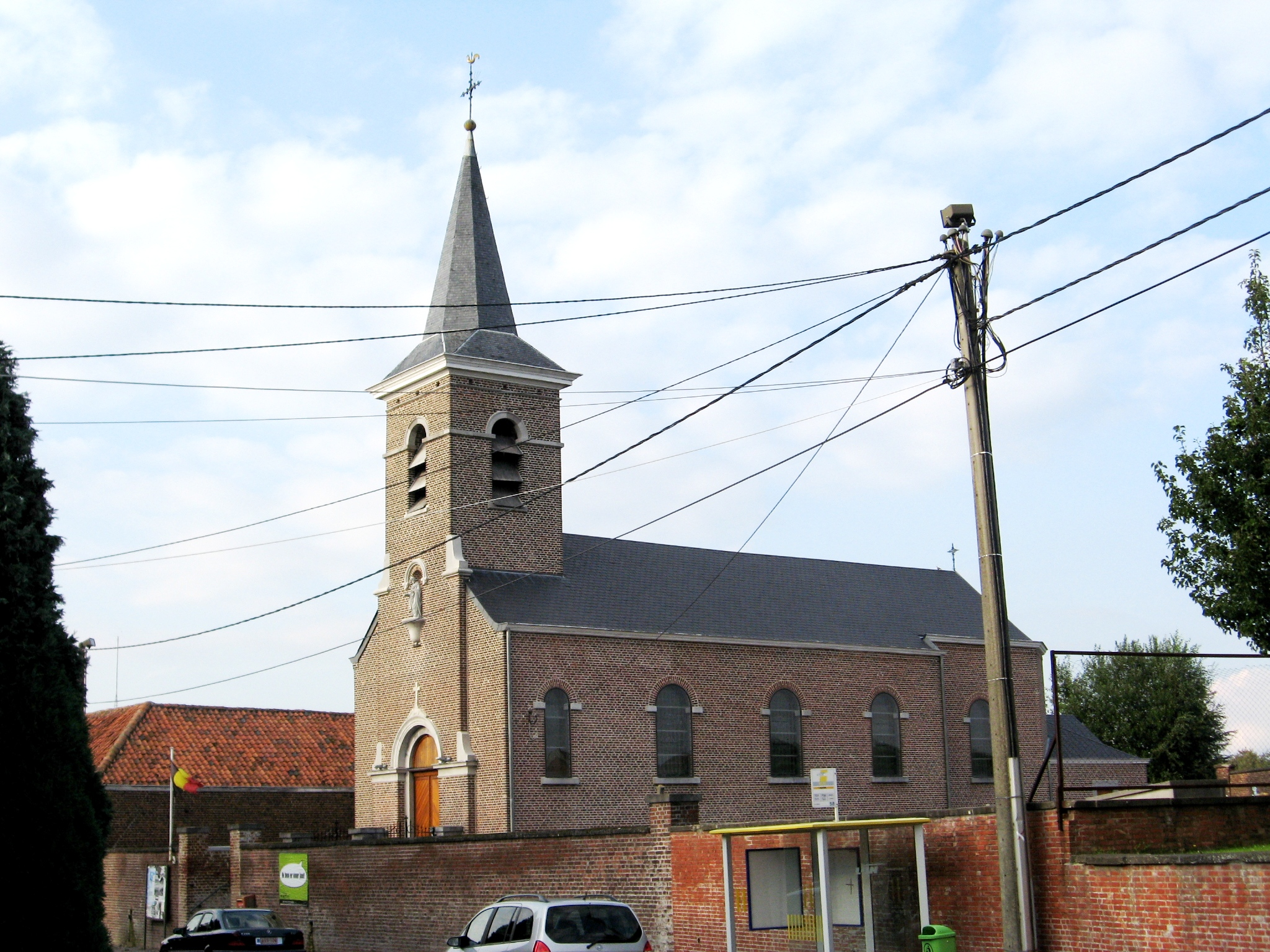
Sint-Pieterskerk

## Etymologie
Boekhout werd voor het eerst vermeld in 1096, als Buocholz (beukenbos).

## Geschiedenis
Boekhout behoorde aanvankelijk tot het domein van de Graven van Loon en daarna tot de Bisschoppelijke Tafel van Luik.
De parochie was als kwartkerk afhankelijk van die van Jeuk.
Omstreeks 1798 werd Boekhout een zelfstandige gemeente. In 1971 kwam deze gemeente bij Jeuk en in 1977 werd het een deelgemeente van Gingelom.

## Demografische ontwikkeling
- Bronnen:NIS, Opm:1831 tot en met 1961=volkstellingen

## Bezienswaardigheden
- De neoclassicistische Sint-Pieterskerk uit het midden van de 19e eeuw. De kerk werd in 1896 volledig gerestaureerd. Rond de kerk ligt een ommuurd kerkhof met oude grafstenen.
- Het voormalige gemeentehuis, aan Boekhoutstraat 7, is een classicistisch huis uit de 2e helft van de 18e eeuw. In de 20e eeuw fungeerde het tevens als herberg, winkel en woonhuis.

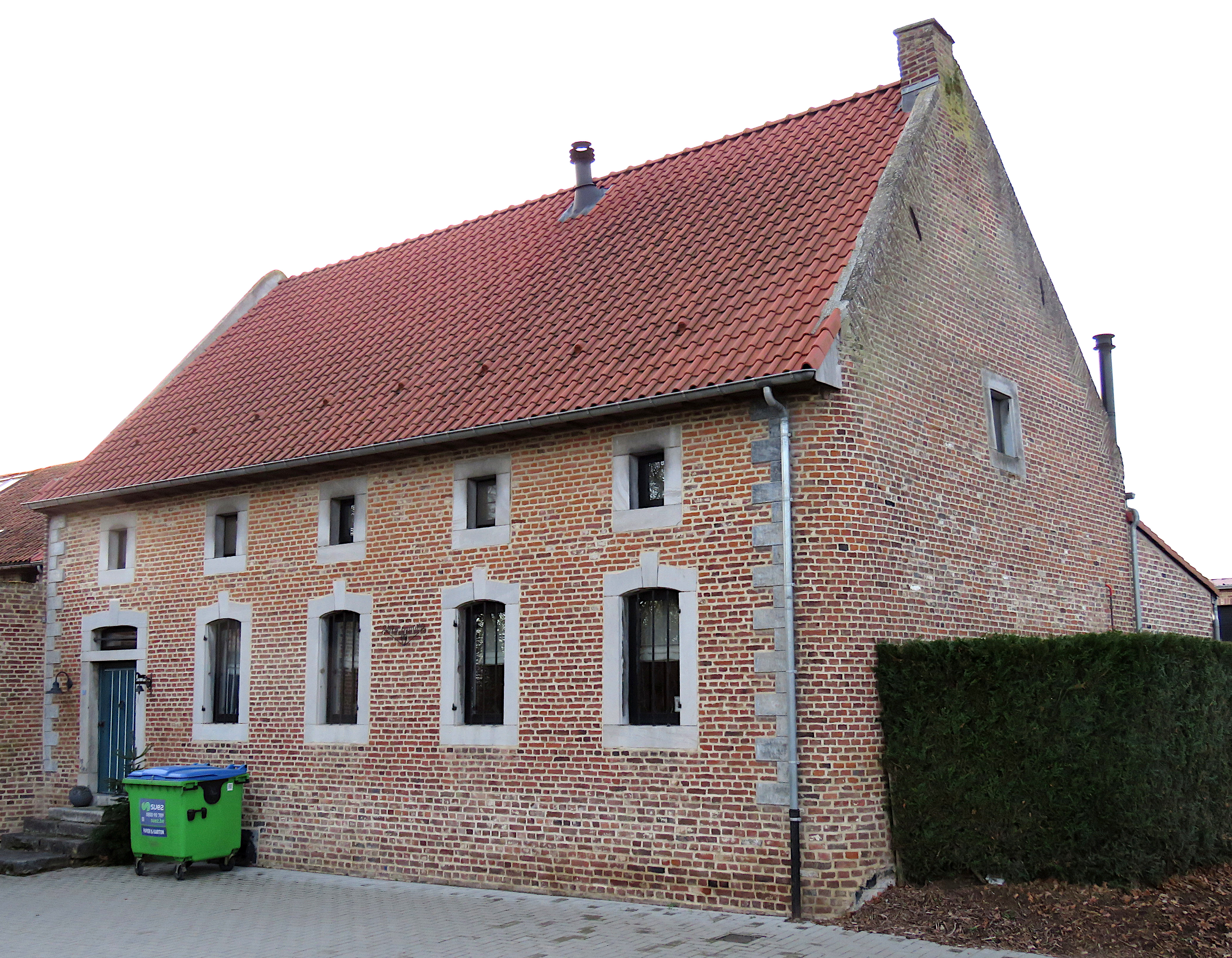
Voormalig gemeentehuis

## Natuur en landschap
Boekhout is gelegen in Droog-Haspengouw op een hoogte tot 110 meter, in de vallei van de Melsterbeek, welke van zuid naar noord door Boekhout stroomt.

## Nabijgelegen kernen
Mielen-boven-Aalst, Jeuk, Heiselt, Mechelen-Bovelingen, Gelinden
Deelgemeenten: Boekhout · Borlo · Buvingen · Gingelom · Jeuk · Kortijs · Mielen-boven-Aalst · Montenaken · Muizen · Niel-bij-Sint-Truiden · Vorsen

Gehuchten: Hasselbroek · Heiselt · Hundelingen · Jeuk-Station · Klein-Jeuk · Klein-Vorsen

Belgische gemeenten · Arrondissement Hasselt · Limburg · Vlaanderen